# 가미코치

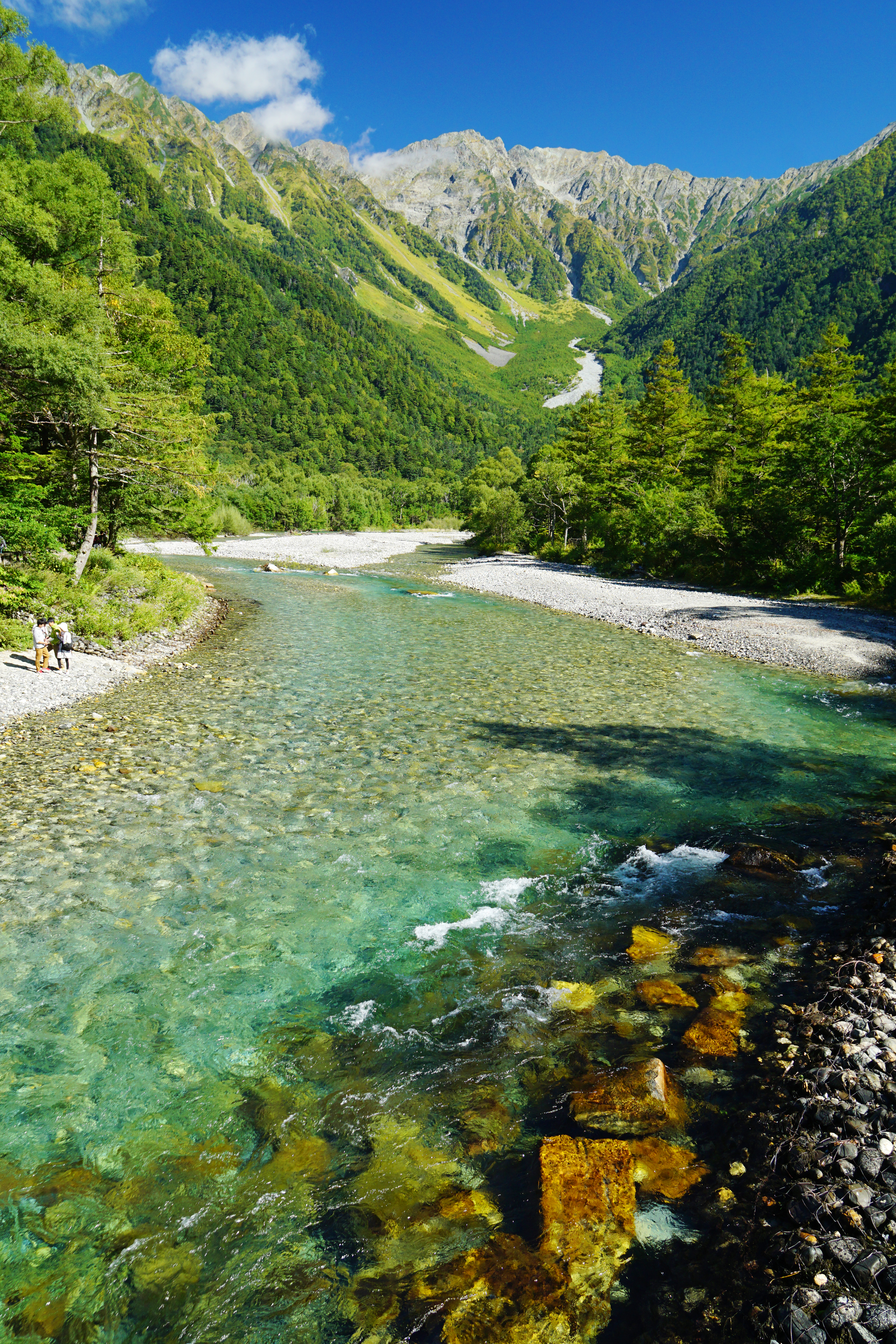
가미코치

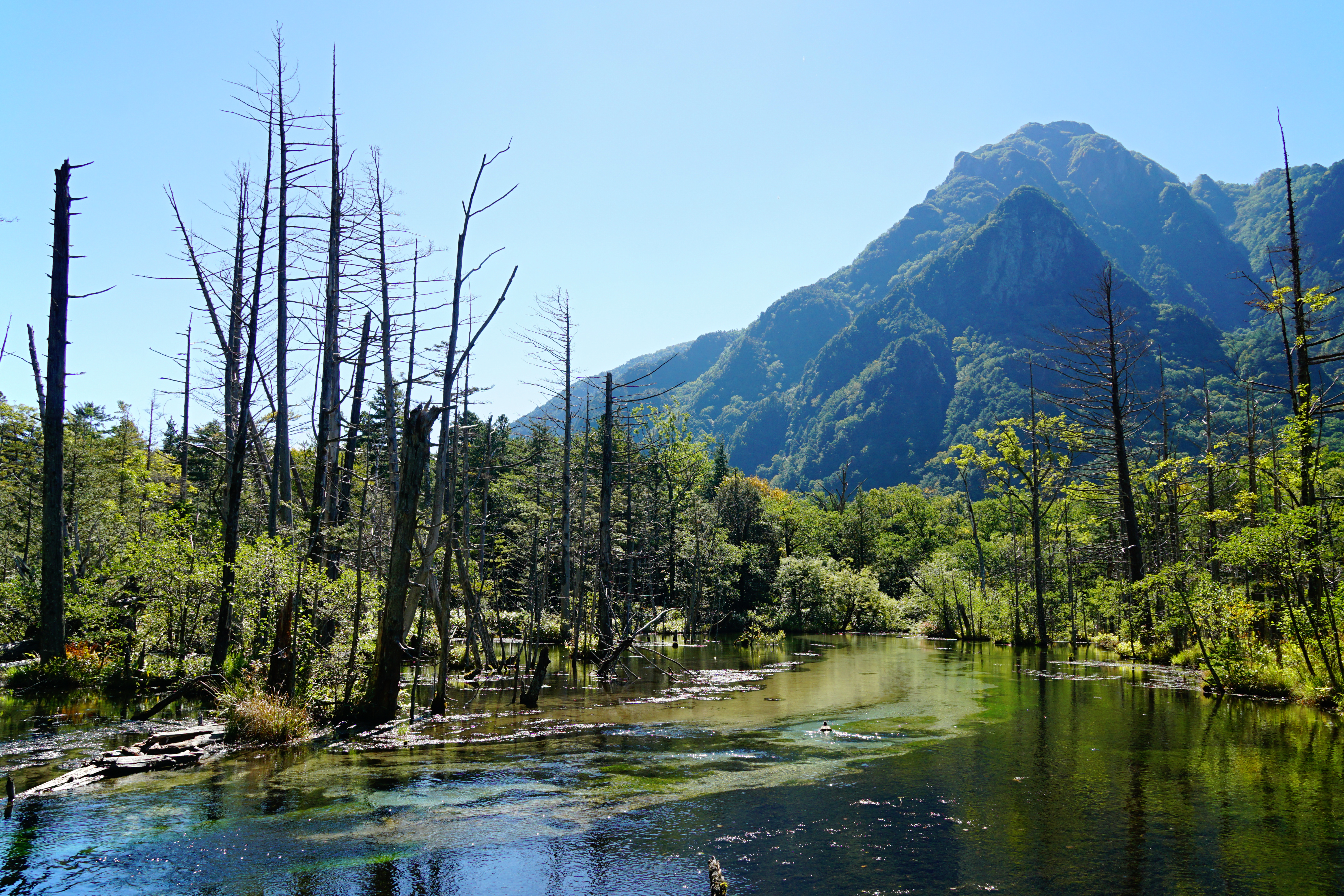
岳沢湿原

가미코치(일본어: 上高地)는 일본 나가노현 마쓰모토시에 있는 명승지이다. 아즈사 강 상류에 있으며, 해발 고도는 약 1,500 m이다. 주부 산악 국립공원의 일부이며, 특별명승, 특별천연기념물로 지정되어 있다.

## 지형 자연
가미코치는 히다 산맥(북 알프스) 골짜기(아즈사 강)에 있으며, 다이쇼 연못에서 요코오까지의 전후 약 10 km, 폭 최대 약 1km의 퇴적 평야이다. 한때, 기후현 측으로 흐르고 있던 아즈사 강이 야케타케 화산군의 시라타니 산의 분화 활동으로 막혀 연못이 생겼으며, 거기에 토사가 퇴적하여 태어났다고 생각된다. 좁은 의미로는 이 평야 중, 관광 명소로 알려진 갓파 다리 주변을 가리키는 경우도 있다. 이 고도에서 이 정도 규모의 평탄지는 일본에서는 그 예가 적다.
기후적으로 산지대(낙엽 활엽수림 지대)와 아고산대 침엽수림의 경계선 부근의 고도에 위치하고 있기 때문에 너도밤나무, 물참나무, 참피나무, 우라지로모미, 시라비소, 도히 등 두 삼림의 요소가 혼재하며, 버드나무 류와 일본잎갈나무를 중심으로 하는 하천림과 습지가 확산되는 등 풍부한 식생으로 알려져있다. 마지막 빙기(뷔름 빙기)에는 가미코치의 상부에 위치한 야리사와(槍沢)와 가라사와(涸沢)에는 산악 빙하가 발달하여 가장 확대된 시기에는 빙하의 말단이 가미코치 최심부의 요코오에 도달했었다고 추정된다. 지금도 빙하에 의해 형성된 카르 지형이 남아있다. 기후는 아한대 습윤 기후이다. 1월의 평균 기온은 -7.7 °C, 최저 기온은 -20 °C 미만으로 아주 춥다. 한편, 8월 평균 기온은 19.7 °C로 한낮에도 22 °C 정도 밖에 되지 않고 여름은 꽤 춥다.

## 가미코치의 생물
아즈사 강과 다이쇼 연못에는 텃새인 청둥오리가 살고 있으며, 대부분의 개체는 사람을 두려워하지 않는다. 일본원숭이도 연중 살고 있으며, 겨울은 시모키타반도의 일본원숭이보다 더 혹독한 조건이다 이곳에서 겨울을 난다.

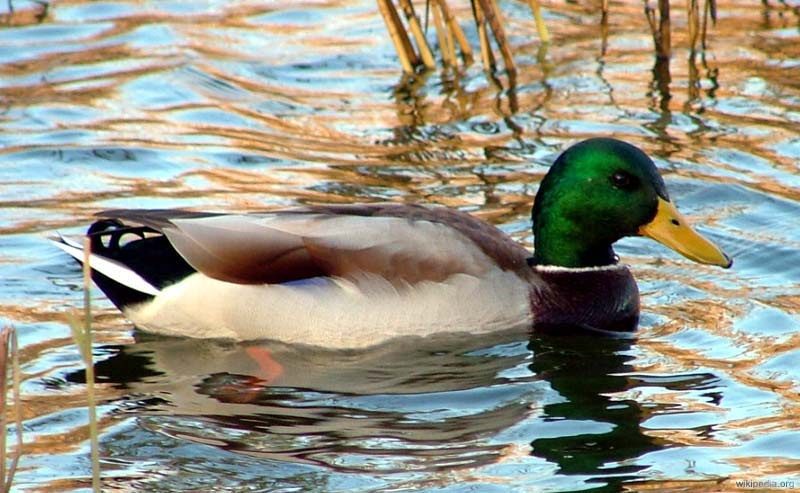
청둥오리

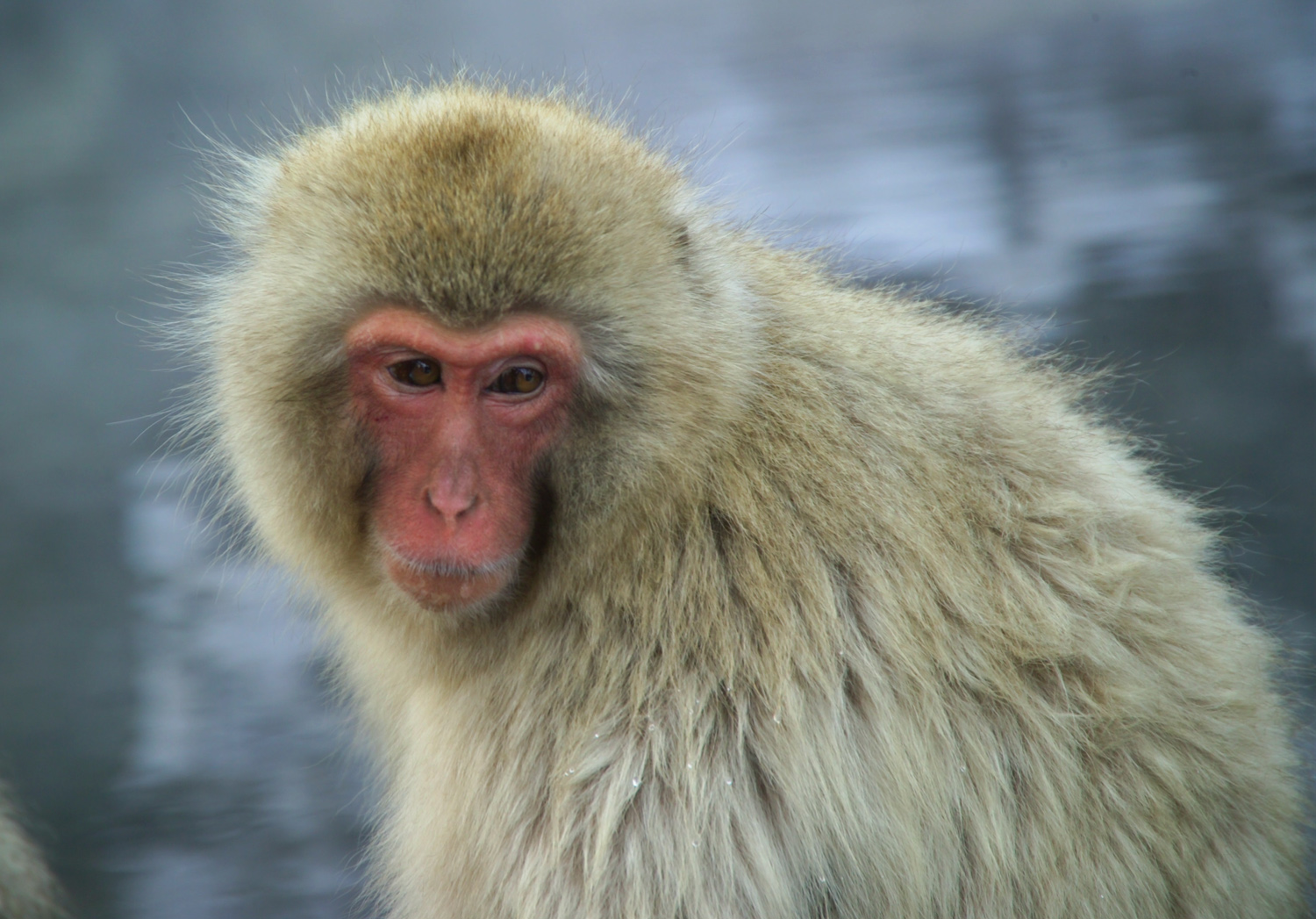
일본 원숭이

원래 아즈사가와 다이쇼 연못에는 곤들매기가 우점종(優點種)으로서 서식하고 있었지만, 1925년 이후 민물송어, 갈색송어가 방류됐다. 현재는 곤들매기와 민물송어, 갈생송어의 순수종 외에, 방류된 3 어종의 자연교잡종이 서식하고 곤들매기가 우점종은 아니게 되었다.</ 자연 교잡종인 'F1(잡종 제1대)은 잡종 강세의 특징이 나타나지만, 여교잡을 포함한 F2(잡종 제2대)는 번식력이 매우 약하고 잡종 붕괴를 일으켜 순수 종의 감소가 진행되고 있다.

### 가미코치의 꽃
- 이와카가미(イワカガミ), 니린소(ニリンソウ), 지치(エゾムラサキ)

## 역사
- 17세기 수목 벌채 때문에 도쿠고(徳郷, とくごう, 현재 가미코우치의 묘진) 묘진관의 장소에 마쓰모토 번의 관리인 사무실이 지어졌다.
- 1828년 엣츄 도야마의 승려 반류(播隆,ばんりゅう)가 야리가타케에 올라 불상을 안치했다.
- 1885년 가미코치 목장 개설.
- 1896년 월터 웨스턴이 일본 알프스를 영국에 소개.
- 1910년 현재 갓파 다리가 있는 곳에 있던 통나무 도개교를 현수교로 변경.
- 1915년 야케타케 산의 분화로 아즈사 강이 막혀 다이쇼 연못이 생긴다.
- 1924년 수작업으로 파낸 구 가마 터널 개통.
- 1926년 나카노유까지 도로 개통.
- 1927년 가미스미 발전소에 연결된 취수 댐을 다이쇼 연못에 설치. 가미코치와 갓파 다리를 소재로 한 아쿠타가와 류노스케의 소설 "갓파" '발표.
- 1928년 국가의 명승 및 천연기념물로 지정된다. 나카노 유까지 승합 버스 운행.
- 1933년 승합 버스를 다이쇼 연못까지 연장. 데이코쿠 호텔 개업.
- 1934년 중부 산악 국립 공원으로 지정된다. 가미코치 목장 폐지.
- 1935년 승합 버스를 갓파 다리까지 연장. 도쿠사와 목장 폐쇄.
- 1937년 웨스턴 비 건립된다.
- 1947년 제1회 웨스턴 축제.
- 1949년 가미코치의 주인이었던 우치로 조지로가 아사했다.
- 1952년 국가의 특별명승 및 천연기념물로 지정된다.
- 1975년 7-8 월 마이카 규제 개시.
- 1977년 다이쇼 연못에 퇴적한 토사의 준설을 개시했다.
- 1996년 연중 자가용 규제 시작.
- 1997년 아보 터널 개통.
- 2004년 7-8월 관광버스 규제 개시.
- 2005년 신가마 터널 개통.
- 2007년 일본 지질 백선 선정에 ("가미코치와 다키야하나오카이와")로 선출.
- 2010년 6월 28일 아보토케 도로의 무료화 사회 실험 개시.
- 2011년 가미코치 개산제가 개최되었으며, 영화 "가쿠"(岳-ガク-)의 주연 배우 오구리 슌과 나가사와 마사미가 특별 게스트로 참가.

## 볼거리
- 아즈사 강(梓川)
- 다이쇼 연못(大正池)
- 다시로 연못(田代池)
- 센조 습지(千丈沢)
- 웨스턴 비(碑)
- 갓파 다리(河童橋)
- 묘진 연못(明神池)
- 고나시다이라(小梨平)

|  |  |  |  |

## 같이 보기
- 일본의 관광
- 주부 산악 국립공원